# Kharghar
Kharghar es una ciudad censal situada en el distrito de Raigad en el estado de Maharashtra (India). Su población es de 80612 habitantes (2011). Se encuentra  a 30 km de Bombay y a 113 km de Pune.

## Demografía
Según el censo de 2011 la población de Kharghar era de 8829 habitantes, de los cuales 42001 eran hombres y 38611 eran mujeres. Kharghar tiene una tasa media de alfabetización del 93,60%, superior a la media estatal del 82,34%: la alfabetización masculina es del 95,25%, y la alfabetización femenina del 91,81%.